# 627 pr. n. št.

## Smrti
- Asurbanipal, asirski kralj (* 685 pr. n. št.)
- Ašur-etil-ilani. asirski kralj (* ni znano)
- Kandalanu, babilonski kralj (* ni znano)